# テペ・ガウラ
テペ・ガウラ（Tepe Gawra）はイラク北西部にあるメソポタミア文明の考古遺跡。古代都市ニネヴェの近くにあり、最も近い大都市モースルからは北東へ15マイル（約24km）。紀元前5000年頃（新石器時代）から紀元前1500年頃（古アッシリア時代）まで住居があったとみられる。また付柱（ピラスター）とくぼんだアーキボルトで装飾された神殿跡が発見されており、こうした装飾のある神殿としては最古の例である。北メソポタミアの時代区分でハラフ期の後に来るガウラ期（Gawra Period、紀元前3500年 - 紀元前2900年）は、この遺跡から名付けられた。
テペ・ガウラとはクルド語で「大きな丘」を意味する。この遺丘は1927年にポーランド生まれの考古学者・アッシリア学者イーフレイム・アヴィグダー・スパイザー（Ephraim Avigdor Speiser）が発見し、スパイザー指揮の下で1931年から1938年の間にペンシルベニア大学の考古学者たちが発掘にあたった。